# Hugenholtzia roseola
Hugenholtzia roseola ist eine Art von Bakterien, die zu der Abteilung der Bacteroidetes gehört.

## Erscheinungsbild
Hugenholtzia roseola bildet lange Zellfäden mit einer Länge von mehr als 50 µm. Flagellen sind nicht vorhanden. Sporen werden nicht gebildet. Der Gram-Test ist negativ. Die Kolonien sind rot gefärbt. Das Hauptcarotinoid ist Flexixanthin. Der Katalase-Test ist negativ.

## Wachstum und Stoffwechsel
Hugenholtzia roseola ist streng aerob und chemo-organotroph. Der Stoffwechsel ist die Atmung. Obwohl es im Süßwasser vorkommt, toleriert es Salzgehalt und wächst auch auf Medien mit Meereswasser. Die höchste Temperatur für das Wachstum liegt bei 40 °C.

## Systematik
Die Art Hugenholtzia roseola zählt zu der Familie der Bernardetiaceae, die wiederum zu der Klasse Cytophagia gestellt wird und ist die Typusart und gleichzeitig die einzige Art von Hugenholtzia. Sie wurde im Jahr 2017 neu erstellt, Flexibacter  roseolus ist das Basonym der Art, es wurde ursprünglich zu der Familie der Cytophagaceae, die ebenfalls unter der Klasse Cytophagia geführt wird, gestellt. Die Art wurde im Jahr 1969 von Ralph A. Lewin erstbeschrieben. Aufgrund genetischer Untersuchungen der Arten der Abteilung Bacteroidetes stellte sich die ursprüngliche systematische Zuordnung vieler Arten der Gattung Flexibacter als nicht mehr haltbar dar und die Mehrzahl der Arten wurden anderen Gattungen zugestellt.

## Etymologie
Der Gattungsname Hugenholtzia wurde zu Ehren des Mikrobiologen Philip Hugenholtz gewählt. Philip Hugenholtz arbeitet bei dem Projekt Genomic Encyclopedia of Bacteria and Archaea (GEBA) mit, hierbei geht es um die Verwendung von Gendaten bei der Aufstellung der Systematik der Bakterien und Archaeen. Der Artname H. roseola leitet sich von dem lateinischen Adjektiv „roseus“ ab, was so viel wie „rosefarbend“ bedeutet, und bezieht sich auf die Farbe der Kolonien. Der Artname H. roseolus leitet sich von dem lateinischen Adjektiv „roseus“ ab, was so viel wie „rosefarbend“ bedeutet, und bezieht sich auf die Farbe der Kolonien.